# آني شابرد سوان
آني شابرد سوان (بالإنجليزية: Annie S. Swan)‏، كاتبة قصص، وروائية، وصحفية اسكتلندية، حاصلة على وسام الشهامة (الشرف) بالإمبراطورية البريطانية، وُلدت في الثامن من يوليو عام 1859 وتوفيت في السابع عشر من يونيو عام 1943، كانت عادة تكتب تحت اسمها المهني اسمها قبل الزواج، لكنها أيضًا كتبت تحت اسم دافيد ليال ولاحقًا تحت اسم السيدة بيرنت سميث. ككاتبة مشهورة بالأعمال الروائية ذات الطابع الرومانسي التي تخص المرأة، نشرت أكثر من 200 رواية، ومسلسل، وقصة قصيرة، والعديد من الأعمال الروائية الأخرى ما بين عام (1878) ووفاتها عام (1943). عُرفت بكونها واحدة من أكثر الروائيين الناجحين تجاريًا في أواخر القرن التاسع عشر وأوائل القرن العشرين. كانت لسوان العديد من الأنشطة السياسية أثناء الحرب العالمية الأولى كناشطة ليبرالية وكمطالبة بحق المرأة في التصويت بالانتخابات، وكانت عضوًا مؤسسًا ونائب الرئيس في الحزب الوطني الإسكتلندي.

## حياتها المبكرة
وُلدت سوان في الثامن من يونيو عام 1859 في ماونتسكيب بجوربريغ في اسكتلندا. كانت واحدة من سبع أطفال لإدوارد سوان الذي كان يعمل مزارعًا وتاجرًا، وتوفي عام 1893، وكانت ابنة لزوجة أبيها الأولى إيفيميا براون التي تُوفيت عام 1881. بعد فشل والدها في تجارته، التحقت بمدرسة في أدنبرة، ثم بعد ذلك التحقت بكلية ستريت كوين للفتيات. كان والدها إدوارد سوان ينتمي لمجمع الاتحاد الإنجيلي، لكنها تحولت بعد بلوغها إلى الكنيسة الاسكتلندية. نبغت سوان من نعومة أظافرها، إذ بدأت كتابة الأدب القصصي منذُ مراهقتها.

## كتاباتها
كان أول منشوراتها هو دورية رونجس ريتيد (الأخطاء الصحيحة) التي صدرت عام 1881، والتي سرعان ما تحولت لسلسلة في مجلة «صديق الشعب». ظلت هذه الدورية مُتربعة على سيادة أعمالها المهنية لفترة طويلة، على الرغم من مشاركتها مع كثيرين. أمّا الرواية التي صنعت لها سمعتها وصيتها كانت «ألدرسيدا» التي صدرت عام 1883، وهي عبارة عن قصة رومانسية على الحدود الاسكتلندية نالت الكثير من اعجاب القراء. استلمت سوان خطاب تقدير مُوقعًا من اللورد تنيزون، بينما كتب رئيس الوزراء، ويليام إوارت جلادستون في خطاب إلى جريدة «المواطن الإسكتلندي» عن رواية سوان: أنه يعتقد أنها جميلة كعمل فني لتقديمها صورة حية وحقيقية عن الشخصية الاسكتلندية.
تضمنت النجاحات اللاحقة العديد من الأعمال مثل «زي جيتس إوف إدن» التي صدرت عام (1887) و«ميتلاند أوف لوريستون» التي صدرت عام (1891). ومع ذلك، تلقت سوان العديد من الاتهامات من  مارغاريت أوليفانت التي كانت من بين منتقديها، إذ اتهمت أوليفانت روايات سوان بتقديم صورة نمطية (أو مقولبة) غير واقعية عن اسكتلندا. وفي مراجعة لكارلوري عام (1884)، ذهبت أوليفانت إلى حد القول بأن سوان تُقدم نظرة مُحرفة بالكامل عن الحياة في استكتلندا.
بسبب هيمنة سوان على النساء في المجلة، عادة ما كان يُسميها رئيس التحرير بمجلة آني سوان. أصبحت سوان في وقت لاحق مرئيس تحرير المجلة في الفترة ما بين عام (1893) وعام (1917).
بحلول عام (1898)، نشرت سوان نحو 30 كتابًا، كانت الروايات تُشكل العمود الفقري لهذه الكُتب، إذ نُشرت العديد منها في شكل تسلسلي. كتبت أيضًا الشعر والقصة، والكثير من الكتب عن النصائح، السياسة والدين. في عام (1901)، ذكرت مجلة جوريديكال تقريرًا يُبين أن كتب سوان كانت الكتب الأكثر تفضيلًا بين السجينات في السجون الإيرلاندية. في عام (1906)، ذُكرت سوان في لمحة عن كتاب «مؤلفات بارزات في هذا اليوم» لهيلين بلاك.
استخدمت سوان اسمها قبل الزواج في معظم أعمالها،  لكنها كانت تستخدم بعض الأسماء المستعارة من حين لآخر مثل ديفيد لايال والسيدة برنت سميث. ونالت احترام الجمهور كمتحدثة عامة وكمشاركة في العديد من الحركات السياسية والاجتماعية مثل حركة الاعتدال (الوسطية). كتبت سوان العديد من الكتب والروايات عن حركة حق الاقتراع في بريطانيا، وغالبًا ما كانت تستخدم اسمها المُستعار ديفيد ليال في هذه الحالة، ومن هذه الروايات: مارغاريت هولرويد التي صدرت عام (1910). أخذت الرواية شكل القصص المترابطة، التي كانت بطلتها مارغاريت هولرويد. تناولت الرواية مطالبات مارغاريت بحق المرأة في الاقتراع وتعاملاتها اليومية مع العديد من المشكلات الحقيقية التي تواجهها بسبب مطالباتها بحق المراة في الاقتراع مثل استنكار العائلة والأصدقاء، الخوف من التحدث أمام الجمهور، الإرهاق البدني والعديد من المعضلات الأخلاقية والمجتمعية الأخرى.
بداية من عام (1924)، كتبت سوان أيضًا العديد من الروايات الشعبية، بما في ذلك رواية «زي لاست أوف ليدلاوس» التي صدرت عام (1920) ورواية «زي كلوسد دوورس» التي صدرت عام (1926) وغيرها من الروايات. بعد وفاة زوجها عام (1927)، عادت سوان إلى اسكتلاندا، حيثُ أقامت في غوللان بلوثيات الشرقية. في عام (1930)، حصلت على وسام الامبراطورية البريطانية تقديرًا لمساهماتها الأدبية. واصلت سوان اقتحام السياسة، إذ أصبحت عضوًا مؤسسًا في الحزب الوطني الإسكتلندي، وخدمت في الحزي كنائب للرئيس.

## حياتها الشخصية
تزوجت سوان من المُعلم جيمس بورنت سميث (وُلد عام 1857 وتُوفي عام 1927) عام (1883). عاش الزوجان في البداية في ستار أوف ماركنيش، حيثُ تقربت إلى صديقها اللاهوتي روبرت فلينت وشقيقته. انتقل الزوجان بعد ذلك بعامين إلى مورنينغسيد في إدينبورغ، وهناك التحق بورنت سميث بالدراسة في كلية الطب. ثم انتقل الزوجان عام (1893) إلى لندن وهناك حصلا على طفلين: إفي (وٌلدت عام 1893 وتُوفين عام 1973)، وإدي (وُلد عام 1896).
أثناء وجودهما في لندن، أصبح الزوجان صديقين مقربين من جارهم الكاتب بيترس هاردن بالإضافة إلى جوزيف وإيما بيكر في وقت لاحق في هامبستيد. بعد أن انتقلت الأسرة إلى هرتفود عام (1980)، تُوفي ابنهما إدي في حادثة إطلاق نار في سبتمبر عام (1910).
ظهرت السيرة الذاتية لسوان عام (1934)، وأُعيدت طباعتها لست مرات خلال عام من نشرها. كانت آخر أعمالها المنشورة مقالة عن المنازل والحدائق بعنوان «تستمنت أوف أيج»، الذي نُشر في مارس عام (1943). تٌوفيت سوان بعد ذلك بثلاثة أشهر بسبب أزمة قلبية في منزلها في السابع عشر من يونيو عام (1943).

## حياتها العامة
أثناء الحرب العالمية الأولى، توقفت سوان عن عملها في التحرير لتلتحق كمتطوعة بالمجهود الحربي البريطاني. وذهبت في جولة إلى فرنسا خلال الحرب العالمية الأولى لرفع الروح المعنوية والحالة النفسية، وهناك عملت مع اللاجئين البلجيكيين. زارت سوان الولايات المتحدة الأمريكة في يناير عام (1918) ومرة أخرى بعد الهدنة في نهاية نفس العام. قابلت هناك هربرت هوفر، رئيس منظمة الغذاء بالولايات المتحدة الأمريكية، ومن خلاله ألقت محاضرة على ضرورة المحافظة على صحية الطعام في الولايات المتحدة الأمريكية، بالإضافة للتعريف بدور المملكة المتحدة ومساهماتها في الحرب. أثناء وجودها في الولايات المتحدة الأمريكة، انتهزت الفرصة لتكتب كتابًا عن الاختلافات الثقافية بين المرأة في الولايات المتحدة الأمريكية وبريطانيا تحت عنوان «أس أزر سي هير»، تناول الكتاب انطباعات المرأة البريطانية عن المرأة الأمريكية وقت الحرب.
كانت سوان امرأة ليبرالية نشيطة طوال حياتها، وعُرفت بدفاعها الشديد عن حق المرأة في الاقتراع. بعد فترة قصيرة من إقرار قانون تمثيل الشعب لعام 1918 الذي أعطى المرأة الحق في الاقتراع، كانت أول النساء المرشحات للعضوية في انتخابات عام 1922. كان هناك 32 امرأة مرشحة فقط من كل أنحاء بريطانيا في الانتخابات العامة، فقط، اثنتان منهن لم يُنتخبن.